# Arkadiusz Furaszew
Arkadiusz Furaszew inżynier (ur. 1902 w Pawłowo-Gorkowskim Kraju, ZSRR, zm. ?) – pułkownik Wojska Polskiego, pułkownik Armii Czerwonej. Rosjanin, oficer pochodzenia polskiego, wnuk polskiego zesłańca z powstania listopadowego.

## Życiorys
W Armii Czerwonej od 1919, od stanowiska dowódcy plutonu do zastępcy komendanta Oficerskiej Szkoły Inżynieryjnej (OSI). Od wybuchu wojny niemiecko-radzieckiej do 1942 walczył na frontach. Początkowo jako dowódca pułku saperów, następnie szef wojsk inżynieryjnych armii. W czasie walk ranny. Po wyleczeniu ran ponownie zastępca komendanta OSI.
Od jesieni 1944 odkomenderowany do Wojska Polskiego w stopniu pułkownika na stanowisko komendanta Oficerskiej Szkoły saperów w Przemyślu. Komendant OS Saperów od listopada 1944 do stycznia 1946. Wniósł wiele wysiłku w organizację szkoły oraz uruchomieniu procesu kształcenia podchorążych dla potrzeb wojsk inżynieryjnych Wojska Polskiego. Zdolny organizator i dydaktyk z doświadczeniem frontowym. Rozsądny, podejmował przemyślane i zasadne decyzje.
Po wojnie wyraził chęć służenia w Wojsku Polskim, ale w lutym 1946 odkomenderowany do Armii Czerwonej.

## Odznaczenia
Odznaczenia: Order Czerwonego Sztandaru dwukrotnie, medale polskie i ZSRR.